# The Outsiders (livro)
The Outsiders é um romance de transição de idades escrito por Susan E. Hinton, publicado primeiramente em 1967 pela Viking Press. Hinton tinha quinze anos quando começou a escrever o livro, e 16 quando foi publicado. Foi baseado na experiência de um de seus amigos. O livro acompanha dois grupos rivais, os Greasers e os Socs (pronunciado pela autora como "so-shiz", abreviação da palavra inglesa Social, em português: Sociáveis), que são divididos por suas condições socioeconômicas.
Uma adaptação do livro para um filme de longa metragem foi produzida em 1983, e uma série de televisão de curta duração estreou em 1989, continuando de onde o filme terminou.

## Sinopse
Ponyboy Curtis e seus irmãos, Soda e Darry, pertenciam a uma gangue de jovens de classe baixa chamados Greasers, em Tulsa, Oklahoma, em 1965. Muitos deles viveram vidas duras e são durões, bravos e inexoráveis. Eles frequentemente brigam com os Socs, um grupo de garotos ricos e privilegiados. Ponyboy é um tímido e quieto garoto de 14 anos que tem boas notas gosta de desenhar e ler. Sodapop, o irmão do meio, é bonitão e amável com os outros. Darry, o irmão mais velho, tem cuidado de seus irmãos desde que os seus pais morreram em um acidente de carro. Ele é muito sério, trabalha na maior parte do tempo e frequentemente ralha Ponyboy. Darry é atlético e era um bom estudante, mas teve que desistir de sua educação para cuidar de seus irmãos para que eles não fossem separados e levados a um orfanato. Dallas (Dally) Winston é o mais durão dos Greasers, tendo crescido nas ruas da cidade de Nova Iorque; ele parece gostar de ser um criminoso e acha que a lei é uma grande piada. Também em sua gangue está Metido Matthews (no original Two-Bit Matthews), que tem um prodigioso senso de humor, e Steve Randle, o melhor amigo de Sodapop. Johnny, o "bicho de estimação" dos Greasers com 16 anos, é o amigo mais próximo de Ponyboy, e mora com seus pais alcoólatras e injuriosos. Johnny foi agredido por um Soc que usava soqueira inglesa, e desde então ficou com uma paranoia com os Socs que passou a andar sempre com um canivete.
No início do romance, Ponyboy está deixando uma sala de cinema quando é abordado por um grupo de Socs. Ele é salvo do ataque por seus amigos e seu irmão, Darry. Naquela noite, Dallas, Johnny e Ponyboy conhecem duas garotas Soc, Cherry Valance e Marcia. Ponyboy percebe que Cherry não se parece em nada com os Socs que ele conheceu antes. Ela conta a Ponyboy que "as coisas são duras em toda a parte", indicando que garotos ricos também têm seus problemas. Em seu caminho para casa, os namorados de Cherry e Marcia, Bob Sheldon e Randy Adderson, as veem com Johnny, Metido e Ponyboy fora do cinema e acham que os garotos estão tentando "pegá-las". Os garotos também percebem que Bob é o garoto com anéis que uma vez agrediu Johnny. Cherry e Marcia impedem uma briga indo embora de bom grado com Bob e Randy. Quando Ponyboy volta para casa, Darry fica muito bravo com ele. Pela primeira vez Darry bate em seu irmão mais novo, e logo após Ponyboy corre para fora de casa e encontra-se com Johnny. Enquanto eles caminham pela vizinhança, Bob, Randy e três outros Socs bêbados enfrentam Ponyboy e Johnny em um parque. Eles são cercados no chafariz e Ponyboy é mergulhado na fonte por David, outro Soc. Vendo a situação, o apavorado Johnny esfaqueia Bob, matando-o e assustando os Socs, que fogem. Os dois garotos correm ao encontro de Dally, que os dá algum dinheiro e uma arma carregada e diz a eles que se escondam em uma igreja abandonada na cidade vizinha de Windrixville. Eles ficam ali por alguns dias, e nesse período Ponyboy lê ...E o vento levou para Johnny e recita o poema Nothing Gold Can Stay, de Robert Frost.
Quando Dally vem encontrá-los, ele revela que Cherry tornou-se espiã dos Greasers e que as lutas entre os dois grupos rivais explodiram em intensidade após a morte de Bob. Johnny decide entregar-se, por não ser justo Ponyboy ter de esconder-se enquanto seus irmãos estão preocupados com ele. Quando eles voltam à igreja, eles notam que ela está em chamas e que várias crianças pequenas estão presas em seu interior. Johnny e Ponyboy correm para resgatá-las, mas uma grande viga de madeira em chamas cai sobre Johnny, quebrando sua coluna. Dally resgata Johnny do incêndio, queimando seu braço. Ponyboy passa um tempo no hospital. Quando seus irmãos chegam para vê-lo, Darry desata em prantos, fazendo com que Ponyboy perceba que Darry se preocupa com ele, e que ele só é duro com Ponyboy porque quer que todos tenham um bom futuro.
Enquanto Ponyboy se recupera em casa, Metido aparece e informa que Johnny e Ponyboy foram declarados como heróis por resgatarem as crianças, mas que Johnny será acusado de assassinato pela morte de Bob. Além disso, os Greasers e os Socs concordaram em acertar sua guerra de gangues numa grande batalha em um terreno baldio. Quando Ponyboy e Metido visitam Johnny e Dally no hospital, eles encontram Johnny em más condições, com várias queimaduras e paraplegia. Dally recupera-se bem e insiste em ir para a batalha. Na próxima noite, os Greasers vencem a batalha contra os Socs, porém Ponyboy sofre uma concussão. Depois da batalha, Dally e Ponyboy visitam Johnny novamente, e ele morre diante de seus olhos. Dally fica estupefato e corre para fora do hospital. Logo depois, Darry e os outros recebem uma ligação telefônica de Dally, que havia roubado um mercado. Os garotos correm para encontrá-lo, mas a polícia está atrás dele. Dally puxa uma arma descarregada que sempre leva consigo para usar como blefe. Não sabendo disso, a polícia dispara contra ele, matando-o. Os garotos percebem que Dally não podia viver sem Johnny. Ponyboy desmaia e fica doente, delirando por uma semana. Enquanto se recupera em casa, ele convence a si mesmo que Johnny não está morto e que foi ele quem matou Bob.
Quando Ponyboy volta à escola, suas notas caem dramaticamente. Ele começa a esbarrar em objetos e esquecer coisas. Embora ele estivesse falhando no inglês, seu professor diz que irá aprová-lo se ele escrever uma redação decente. Ponyboy lê uma cópia de ...E o vento levou que Johnny lhe deu antes de morrer. No meio das páginas ele encontra um bilhete de Johnny descrevendo como ele morreria orgulhoso após salvar as crianças do incêndio. Johnny também pede a Ponyboy que ele "fique dourado", pelo que ele quer dizer que ele fique do jeito que ele é e siga seus sonhos e ideais. Com isso em mente, Ponyboy decide escrever em sua tarefa de inglês tudo o que aconteceu desde o início do livro, e isso é uma pista de que o próprio romance é a tarefa de inglês de Ponyboy. Ele começa sua redação com a mesma frase que inicia o livro — "Quando eu saí do escuro do cinema para a claridade da rua só tinha duas coisas na cabeça: Paul Newman e descolar uma carona para casa..."